# Jangamo
Jangamo es un distrito y el nombre de su capital situado en la provincia de Inhambane, en Mozambique. 

## Características
Limita al norte con los distritos de Maxixe y de Inhambane, al oeste con Homoíne, al sur con Inharrime y al este con el Océano Índico.
Tiene una superficie de 1.249 km² y según el censo de 2007 una población de 93.681 habitantes, lo cual arroja una densidad de 72,4habitantes/km². Se ha presentado un aumento de 15,5% con respecto a los 81.210 habitantes registrados en 1997.

## División administrativa
Este distrito formado por cinco localidades, se divide en dos puestos administrativos (posto administrativo), con la siguiente población censada en 2005:
- Jangamo, sede, 40 545 (Ligogo y Massavana).
- Cumbana, 58 557 (Bambela).